# Vin Mariani

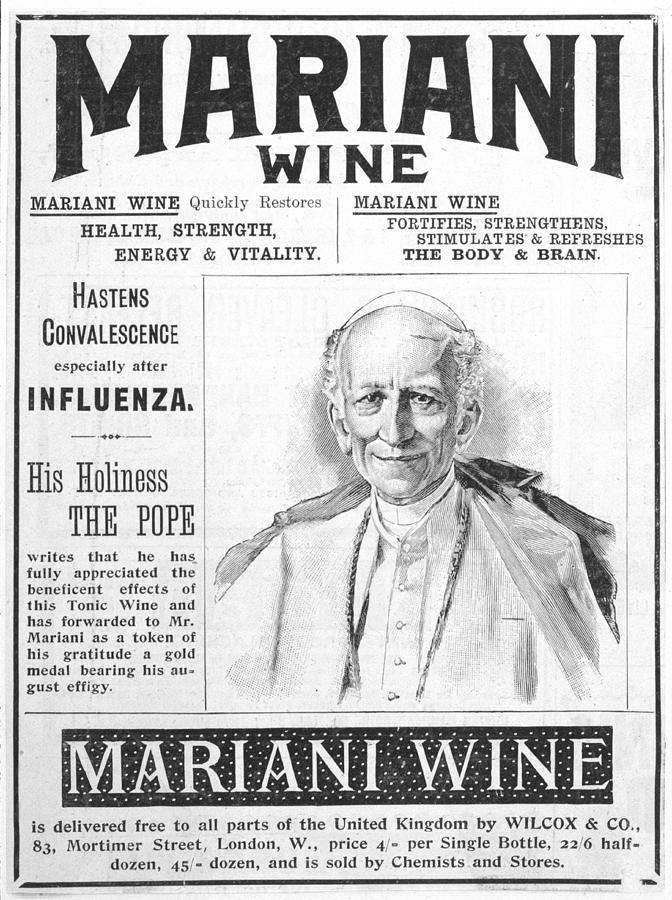
Papież Leon XIII na plakacie reklamowym wina Marianiego

Vin Mariani (fr. wino Marianiego) – napój alkoholowy opracowany w 1863 roku przez francuskiego chemika Angelo Marianiego. Był wytwarzany z wina z apelacji Bordeaux, z dodatkiem liści koki, które pod wpływem etanolu uwalniały kokainę. Wino to zyskało sporą popularność, nawet na dworze królowej Wiktorii oraz papieży: Leona XIII i Piusa X.